# Heteronympha comptena
Heteronympha comptena är en fjärilsart som beskrevs av Couchman 1954. Heteronympha comptena ingår i släktet Heteronympha och familjen praktfjärilar. Inga underarter finns listade i Catalogue of Life.